# Bienduszka
Bienduszka – wieś w Polsce położona w województwie podlaskim, w powiecie łomżyńskim, w gminie Zbójna.
Wierni kościoła rzymskokatolickiego należą do parafii św. Anny w Dąbrówce k. Ostrołęki.

## Historia
W XIX w. wieś wchodziła w skład gminy Gawrychy. W latach 1921–1939 wieś leżała w województwie białostockim, w powiecie kolneńskim (od 1932 w powiecie ostrołęckim), w gminie Gawrychy.
Według Powszechnego Spisu Ludności z 1921 roku zamieszkiwało tu 89 osób w 16 budynkach mieszkalnych. Miejscowość należała do parafii rzymskokatolickiej w m. Zbójna. Podlegała pod Sąd Grodzki w Kolnie i Okręgowy w Łomży; właściwy urząd pocztowy mieścił się w m. Zbójna.
W wyniku agresji Niemiec we wrześniu 1939 miejscowość znalazła się pod okupacją niemiecką. Została włączona w skład III Rzeszy.
W latach 1975–1998 miejscowość administracyjnie należała do województwa łomżyńskiego.